# رادار AN-43
إن AN / TPS-43 هو رادار ثلاثي الأبعاد للبحث الجوي يمكن نقله في الولايات المتحدة ، وقد تم تطويره في الأصل من قبل قسم Westinghouse للدفاع والإلكترونية ، والذي تم شراؤه لاحقًا من شركة نورثروب جرومان.

## وصف
يمكن تقسيم النظام بأكمله وتعبئته في شاحنتين M35 للنقل على الطرق. تم إعادة تصميم جهاز TPS-43E2 AN / TPS-75 وهو جهاز رادار للتحكم في الهواء والتحذير الحالي (AC & W) الذي تستخدمه القوات الجوية الأمريكية.

## المتغيرات
- بالإضافة إلى TPS-43 الأساسية تم تطوير العديد من المتغيرات.[1]
- TPS-43A (إمالة الهوائي ؛ IFF جديد)
- TPS-43B (مأوى موسع ؛ تغييرات في جهاز الإرسال)
- TPS-43C / 43CX (زيادة الموثوقية ؛ تحسينات IFF)
- TPS-43D / 43DX (تمت إضافة ISLS ؛ زيادة نطاق الكشف الأقصى)\
- TPS-43E (إعادة تصميم رئيسية ؛ تحسينات في الإلكترونيات والميكانيكا والمأوى)
- TPS-43F / subvariants V1 to V6 (إعادة تصميم رئيسية ؛ مسكن موسع ، إلكترونيات محسنة ؛ زيادة الاعتمادية)
- TPS-43G (إصدار 4MW مصمم لباكستان) [2]
- TPS-43M (إلكترونيات محسنة ، نطاق ديناميكي متزايد ، تنسيق IFF محسّن لعدة وحدات في وحدة واحدة)

## التاريخ التشغيلي
اكتمل تطوير AN / TPS-43 في عام 1963 ودخل الخدمة الأمريكية في عام 1968.
تم نشر هذا الرادار من قبل القوات الجوية الأرجنتينية خلال حرب فوكلاند عام 1982 إلى ستانلي ونجا من هجومين بريطانيين باستخدام صواريخ AGR-45 Shrike المضادة للصواريخ في 31 مايو و 3 يونيو. تم القبض على أحد الرادارات من قبل القوات البريطانية بعد استسلام الأرجنتين ونشره في سلاح الجو الملكي. تم استخدام مجموعة أخرى مركبة في ريو غراندي ، في البر الرئيسي ، لتوجيه الهجمات الأرجنتينية على الأسطول البريطاني.